# XXV лет в одной лодке
«XXV лет в одной лодке» — концертный альбом российской группы «Телевизор». Записан во время концертной презентаций альбома «Дежавю», проходивших в ДК им. Ленсовета 25 апреля 2009 года. Выпущен 26 апреля в 2010 году.

## Список композиций

### Первое отделение
1. С вами говорит телевизор(«Шествие рыб»)
2. Шествие рыб(«Шествие рыб»)
3. Внутри(«Отечество иллюзий»)
4. Я не виноват(«Шествие рыб»)
5. Дети уходят(«Отчуждение-2005»)
6. Если телефон молчит(«МегаМизантроп»)
7. Глупая(«Дежавю»)
8. А пока мы сидим(«Дежавю»)
9. Околесица(«Дежавю»)
10. Квадраты(«Дежавю»)
11. Отчуждение(«Отчуждение-2005»)
12. Унижение(«Мечта самоубийцы»)
13. Ада нет(«Путь к успеху»)
14. Дым-туман(«Дым-туман»)
15. Завтра(«Мечта самоубийцы»)
16. Три-четыре гада(«Отчуждение-2005»)

### Второе отделение
1. День Михаила(«Мечта самоубийцы»)
2. Случайно(«Мечта самоубийцы»)
3. Когда ты умрешь(«Мечта самоубийцы»)
4. Конца света не будет(«Дым-туман»)
5. На Желябова, 13(«Дым-туман»)
6. Отечество иллюзий(«Отечество иллюзий»)
7. Дежавю(«Дежавю»)
8. Заколотите подвал(«Дежавю»)
9. Очки(«Дежавю»)
10. Сиди дома(«Дежавю»)
11. Молча(«МегаМизантроп»)
12. Пронесло(«МегаМизантроп»)
13. Мегамизантроп(«МегаМизантроп»)
14. Газпромбайтер(«Дежавю»)
15. Рыба гниет с головы(«Отечество иллюзий»)
16. Пока ты со мной(«Дежавю»)
17. Люли-люли(«Двое»)
18. Звездная(«Двое»)
19. Нет денег(«Двое»)
20. Твой папа фашист(«Отечество иллюзий»)
21. Мандариновый снег(«МегаМизантроп»)
22. Уходи один(«Дым-туман»)
23. Сыт по горло-2(«Дым-туман»)

## Участники
- Михаил Борзыкин — вокал, музыка, тексты, клавиши(«Я не виноват»), компьютер
- Сергей Сивицкий — гитара, бэк-вокал (кроме «Если телефон молчит» и «День Михаила»)
- Сергей Русанов — барабаны (кроме «Если телефон молчит» и «День Михаила»)
- Александр Беляев — акустическая гитара, бэк-вокал(1-6)
- Алексей Рацен — электронные барабаны (кроме «Если телефон молчит» и «День Михаила»)
- Константин «Кот» Шумайлов — клавиши, бас-клавиатура, бэк-вокал(3,12-22,33-36,38,39)
- Марк Бомштейн — клавиши («Мандариновый снег»)

## Над фильмом работали
- Режиссёр, монтаж: Михаил Елисеев
- Оператор-постановщик: Денис Смирнов
- Операторы: Сергей Белык, Антон Косенко, Денис Смирнов, Максим Горсков, Александр Коваленко, Роберт Ткаченко (студия «Невоград»)
- Звукорежиссёр: Михаил Остроумов
- Запись звука на концерте: Михаил Ефремов
- Съемка репетиции на студии «Алхимия»: Олег Макушев
- Мастеринг звука: Евгений Гапеев
- Дизайн: Александр Яковлев
- DVD-авторинг: Александр Розанов
- Ответственность за принятие спорных решений: Вадим Ульянкин
- Всё: Павел Кострикин